# Chevrolet Superior
 (novembre 2024).
Si vous disposez d'ouvrages ou d'articles de référence ou si vous connaissez des sites web de qualité traitant du thème abordé ici, merci de compléter l'article en donnant les références utiles à sa vérifiabilité et en les liant à la section « Notes et références ».

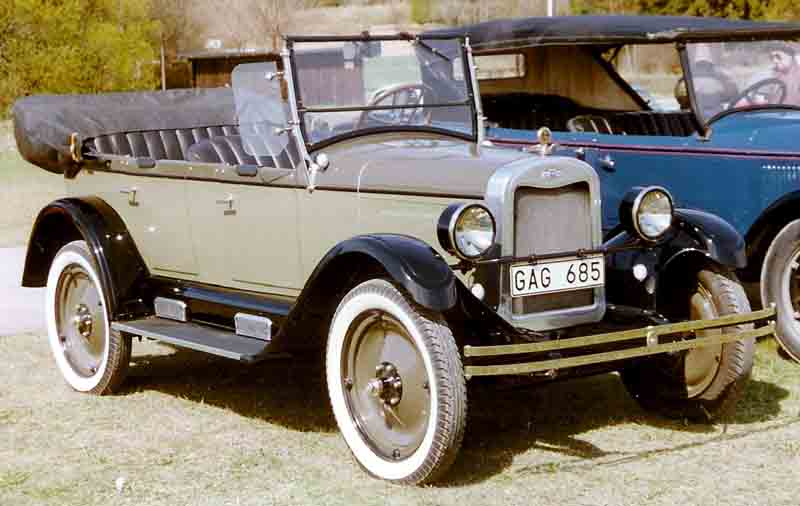
Chevrolet Superior Series V Touring de 1926.

La Chevrolet Superor est une automobile fabriquée par Chevrolet de 1923 à 1927.

## Histoire
Elle a été lancée en 1923 et fabriquée par Chevrolet pendant quatre ans avec une série différente par an. Le modèle de 1923 était connu comme la B Series, le modèle de 1924 était la F Series, pour 1925 elle était connue comme la K Series et la Superior de 1926 était connue comme la V Series. Elle a été remplacée en 1927 par la Chevrolet Series AA Capitol.
Tous les modèles de la Superior étaient propulsés par un moteur 4 cylindres de 2,8 litres (2 802), 26 ch (19 kW) à 2 000 tr/min, et partageaient un empattement de 2 616 mm. Le modèle complet le moins cher, qui était la Superior Roadster, coûtait 510 $ en 1926, tandis que le modèle haut de gamme, la Superior Sedan, se vendait 825 $. Il était également possible d'acheter un châssis ; le châssis Commercial coûtait 425 $, tandis que le châssis Express Truck coûtait 525 $.

## Partage de plateforme GM
Ce châssis était partagé avec d'autres produits General Motors de l'époque, y compris les produits Cadillac, Buick, Oldsmobile, Oakland et GMC, présentant les « carrosserie A », « carrosserie B » et « carrosserie C ». Cette politique de partage de la mécanique entre plusieurs marques a conduit au programme de fabrication General Motors Companion dans les années 1920. En commençant sous la direction de M. Sloan, General Motors a institué des changements de style visuel annuelle pour chaque série.